# Eliman Secka
Eliman Malick Secka (* im 20. Jahrhundert) ist ein gambischer Politiker.

## Leben
| Parlamentswahl | Stimmen    | Stimmanteil |
| -------------- | ---------- | ----------- |
| 1997           | einstimmig | 100,00 %    |
| 2002           | n/a        | gewählt     |

Eliman Secka trat als Kandidat der Alliance for Patriotic Reorientation and Construction (APRC) bei den Parlamentswahlen in Gambia 1997 im Wahlkreis Niamina East an. Mangels Gegenkandidaten erlangte er einen Sitz in der Nationalversammlung. Bei den folgenden Wahlen 2002 trat Secka erneut an. Er konnte sich gegen seinen Gegenkandidaten Samba Bah von der National Reconciliation Party (NRP) durchsetzen und sein Sitz in der Nationalversammlung behalten. Bei den Wahlen 2007 trat Secka nicht an.